# 屯門舊墟
屯門舊墟（又稱青山舊墟）是香港新界屯門區一個地方，位於屯門工業區、屯門河、青山村和皇珠路之間。屯門舊墟的墟市早已被清拆，現時該地只建有寮屋區及角天后廟。

## 歷史
在屯門發展新市鎮和填海之前，屯門舊墟位處屯門河出海口（青山灣）。由於屯門是古時水道要衝，所以不少漁民在屯門舊墟聚集，慢慢形成一個墟市的形態，亦成為青山區當時的「市中心」。早於明朝初年（1368年），經營鹽業的屯門陶氏族人於出海口建立角天后廟，成為屯門漁民的信仰中心。
1900年代，位於舊墟對岸河谷地帶的屯門新墟建立，隨著1910年代青山公路的落成，青山區的商業活動重心漸漸由舊墟轉向新墟。
1956年，連接屯門新墟經石排頭至屯門舊墟的新青路落成。1960年代末，屯門新市鎮發展展開，連接屯門新墟南面至屯門舊墟的望后石路落成。1970年代初，位於舊墟北面的屯門工業區開始發展，政府於舊墟對出的海濱填海，建成天后路。
隨著工業區的急速發展，屯門舊墟於1980年代中全面清拆，合資格的原居民獲安置到新墟旁的舊墟新村（現稱舊墟村），與其他屯門重置村落為鄰。
屯門舊墟清拆後，原址丟空多年，現僅用作臨時停車場用途。

### 青山腳村
戰後，不少難民於青山村和屯門舊墟之間的丘陵地建屋聚居，後發展成為一片寮屋區，是為青山腳村（又稱嚤囉山村）。1989年，經村民提議下正式更名為屯門舊墟。目前，屯門舊墟的居民代表選舉鄉村範圍包含舊墟村重置村和嚤囉山一帶。

## 特色

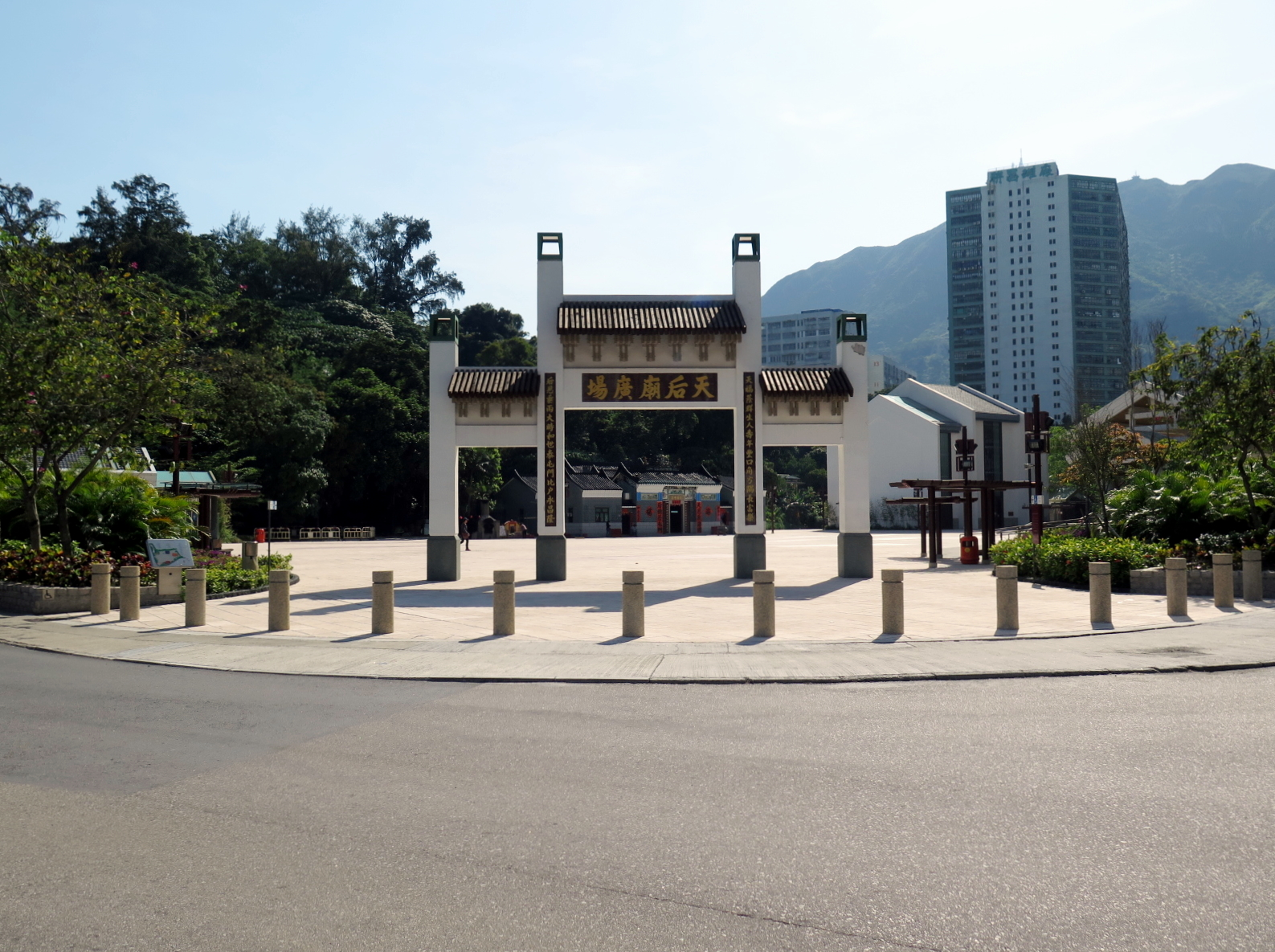
天后廟廣場入口牌坊

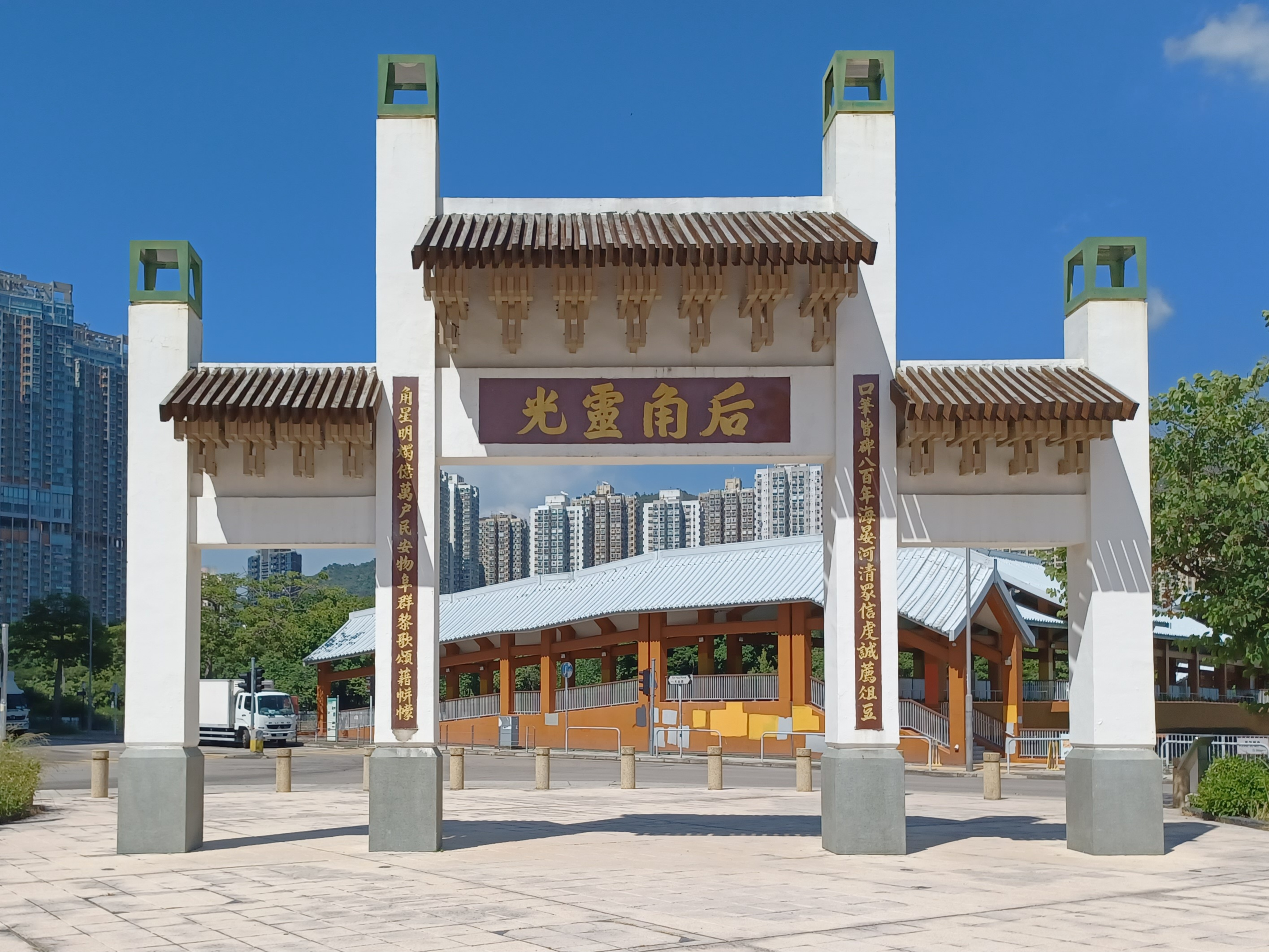
天后廟廣場入口牌坊背面

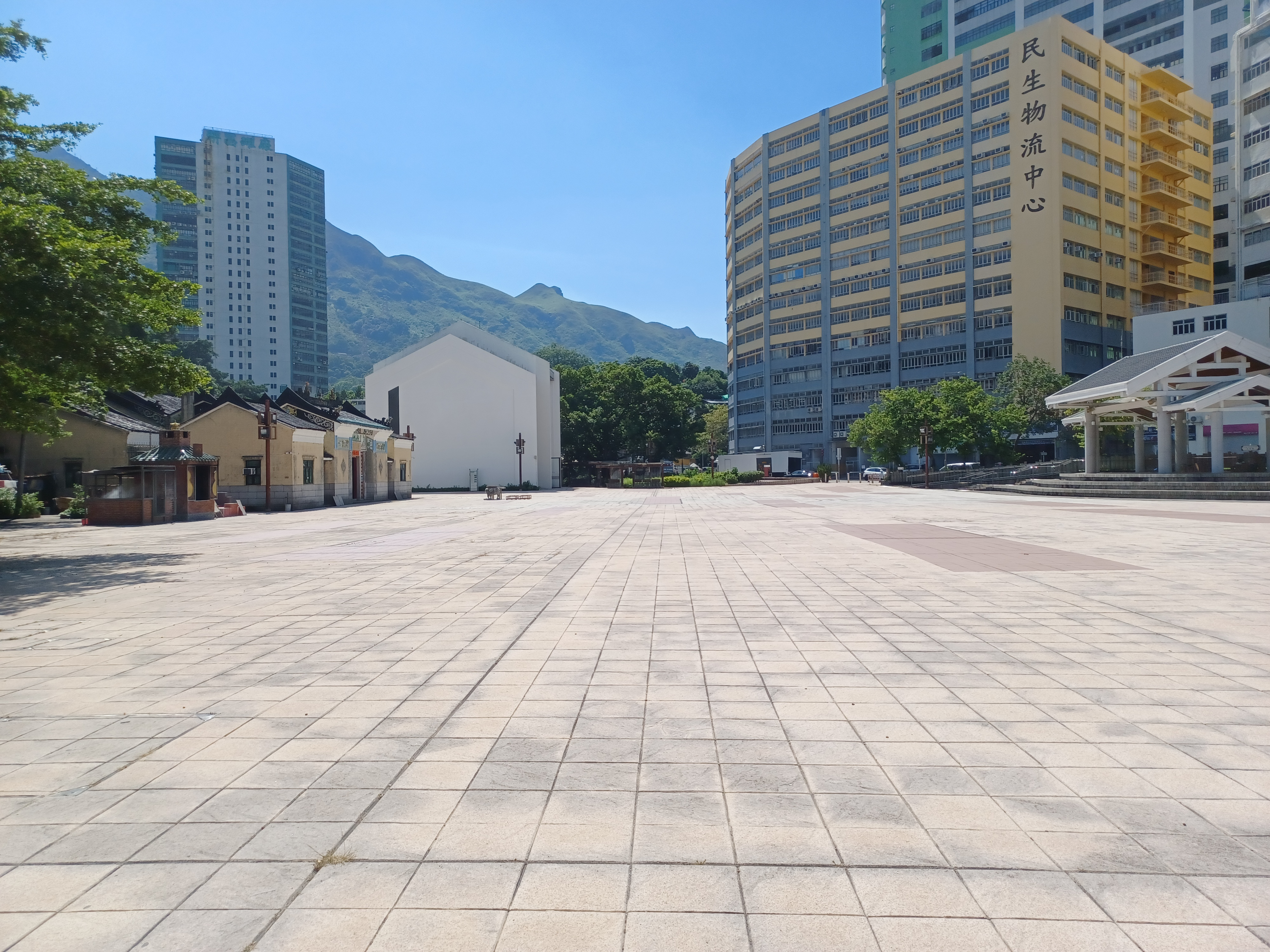
天后廟廣場

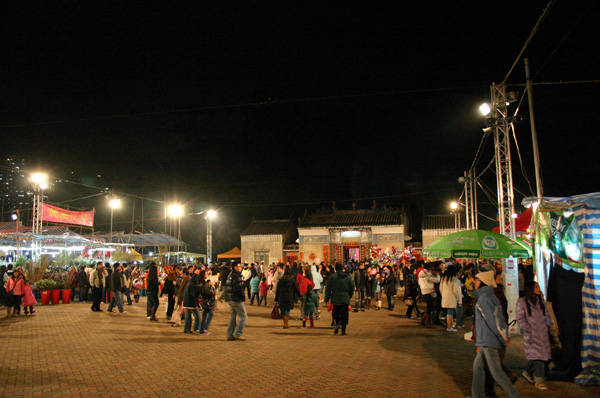
屯門年宵市場以后角天后廟前廣場作場地

舊墟村（嚤囉山）位於該處，距離屯門新墟頗遠；但由於屯門舊墟早已不是墟市，而且沒有商業活動，所以大部份屯門居民都不知道其位置，可是屯門著名的角天后廟位於該處，所以一般人會以「天后廟」形容屯門舊墟，而以「舊墟」形容的多是舊墟村。
屯門舊墟在屯門新市鎮發展範圍內，故舊墟村要搬至現時位置，但現時該處依然有一定數量村民居住。屯門舊墟附近亦有不少著名的工廠，如位於吉田大廈的YKK、香港人為創辦人之一的已消失電腦品牌虹志電腦（AST）等；而位於該處的后角天后廟最為人熟識。自九廣西鐵屯門站動工後，位於河傍街的足球場不能繼續成為屯門年宵市場場地，所以近年年銷市場以后角天后廟前的廣場作年宵市場。

## 道路
- 業旺路
- 天后路
- 洪祥路
- 新平街
- 青雲路

## 區內主要建築
- 后角天后廟
- 業旺邨
- 吉田大廈
- 福田大廈
- 田氏中心
- 聯昌製罐

## 另見
- 新墟村
- 舊墟村
- 屯門新墟
- 三聖墟